# Lâu đài Elmau

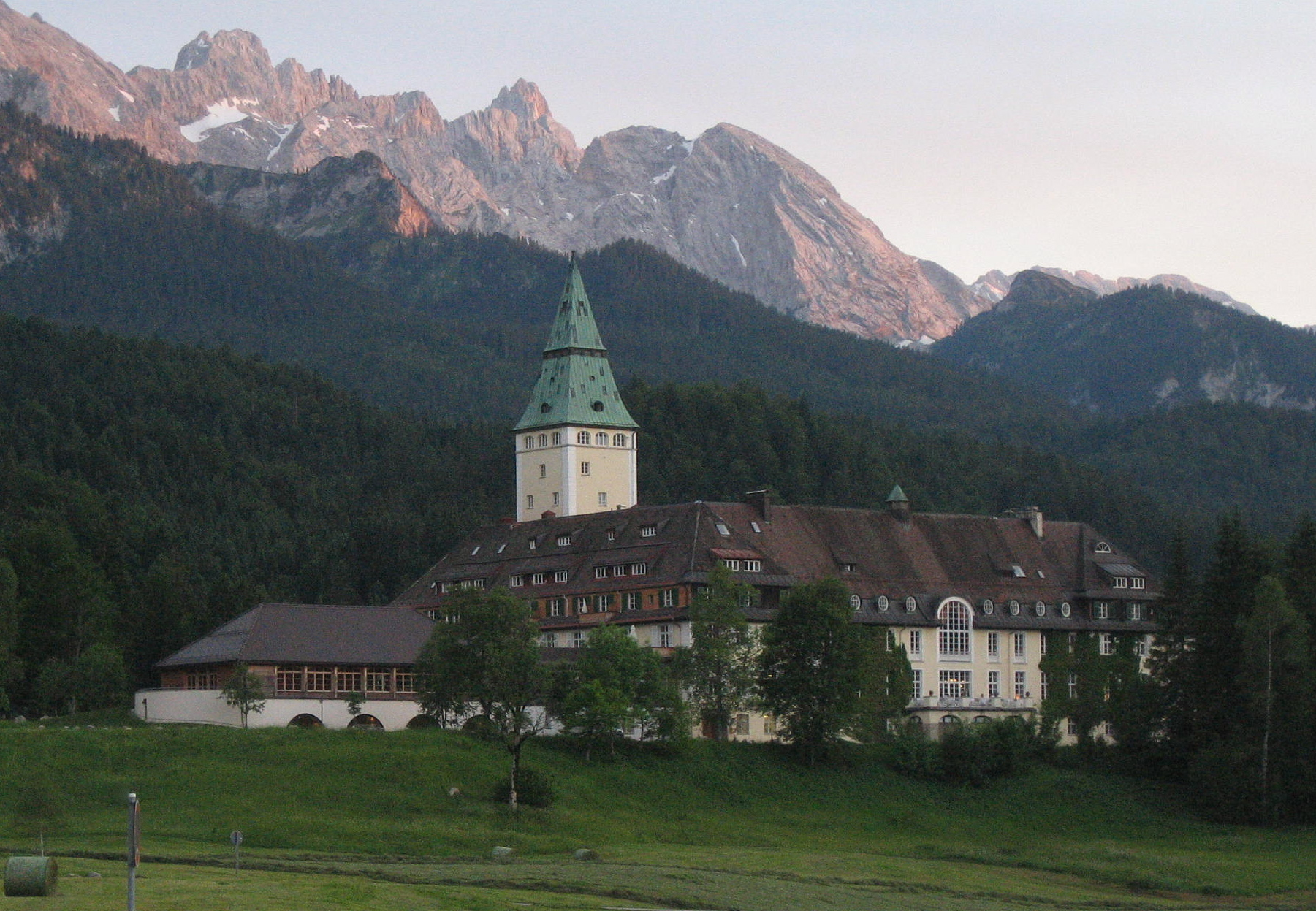
Lâu đài Elmau nhìn từ phía đông bắc (từ Elmauer Alm)

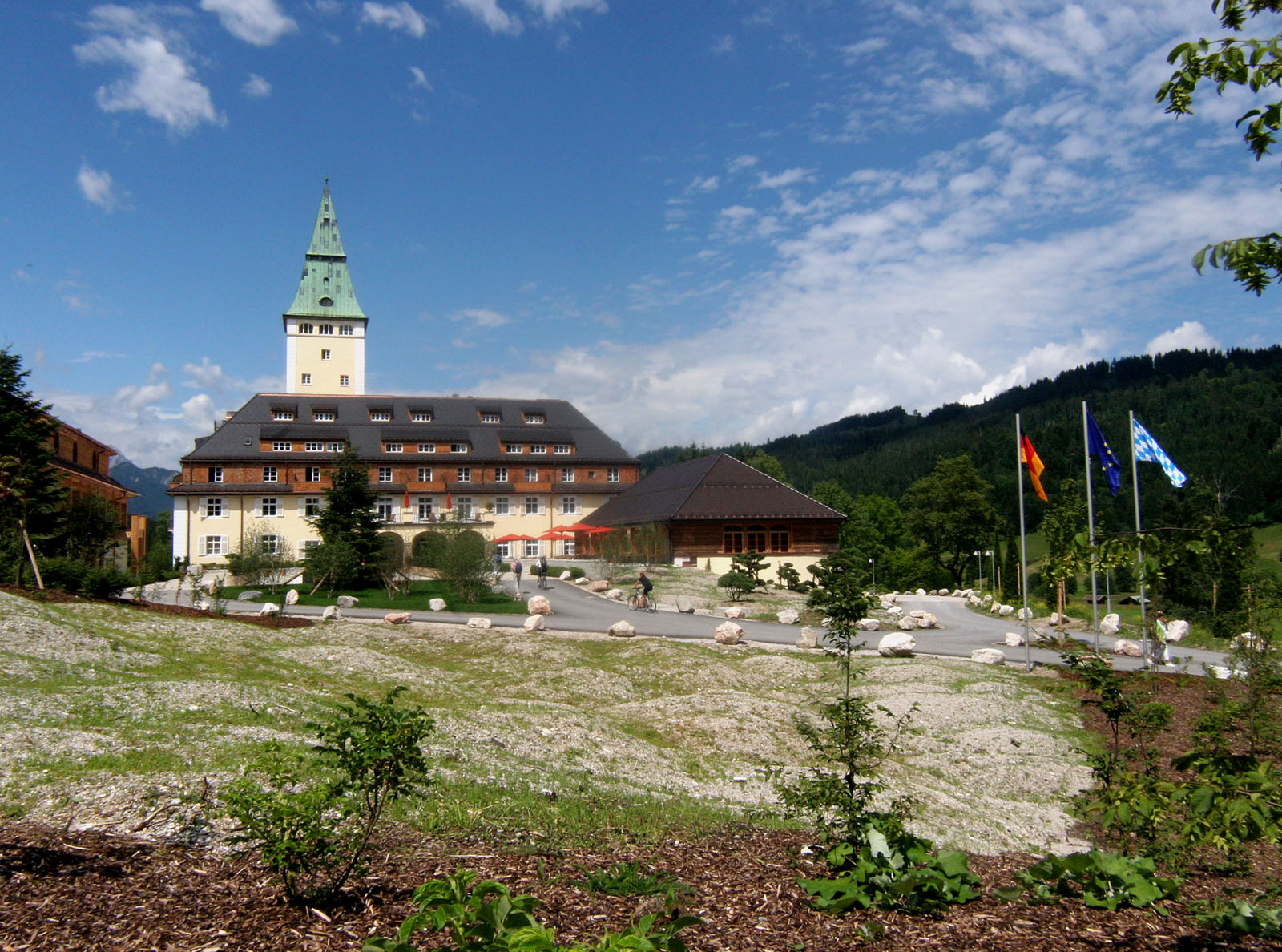
Lâu đài Elmau, lối vào từ phía đông

Lâu đài Elmau nằm phía trên ngôi làng Klais, thuộc xã Krün thuộc huyện Garmisch-Partenkirchen ở độ cao 1008  mét dưới chân dãy núi Wetterstein (Oberbayern). Nó được thiết kế bởi Carl Sattler và chủ nhân Johannes Müller  theo kiến trúc cải cách, xây dựng trong Chiến tranh thế giới thứ nhất 1914-1916.
Năm 2005, lâu đài bị phá hủy trong một vụ hỏa hoạn, một phần bị dựt sập. Cháu trai của Müller Dietmar Müller-Elmau với tư cách là chủ nhân và cháu trai của Sattler, Christoph Sattler, là một kiến trúc sư đã xây dựng lại lâu đài từ năm 2006 đến 2007 như là một khách sạn năm sao.

## Lịch sử
Năm 1912, nhà văn, nhà triết học và nhà thần học Julian Müller đã mua lại vùng đất hoang vắng này. Từ năm 1914 với sự hỗ trợ tài chính đáng kể của Elsa von Michael (Waldersee), geb. Haniel, ông đã thành công trong hai năm xây dựng và khai trương một tổ chức để phục vụ cái mà ông gọi là "Khu vực tự do cho cuộc sống cá nhân và cộng đồng" . Quan khách có thể trải nghiệm được sự yên tĩnh trong thiên nhiên, cũng như thưởng thức các buổi hòa nhạc và buổi khiêu vũ. Chỉ trong năm 1916, 150 buổi hòa nhạc đã được tổ chức.
Ngoài 150 phòng, Elmau còn có một phòng ăn lớn, phòng hòa nhạc, phòng uống trà có sân thượng, phòng lò sưởi, phòng giải khát, và hai sân tennis và các dãy chơi bocce.

## Elmau Alm

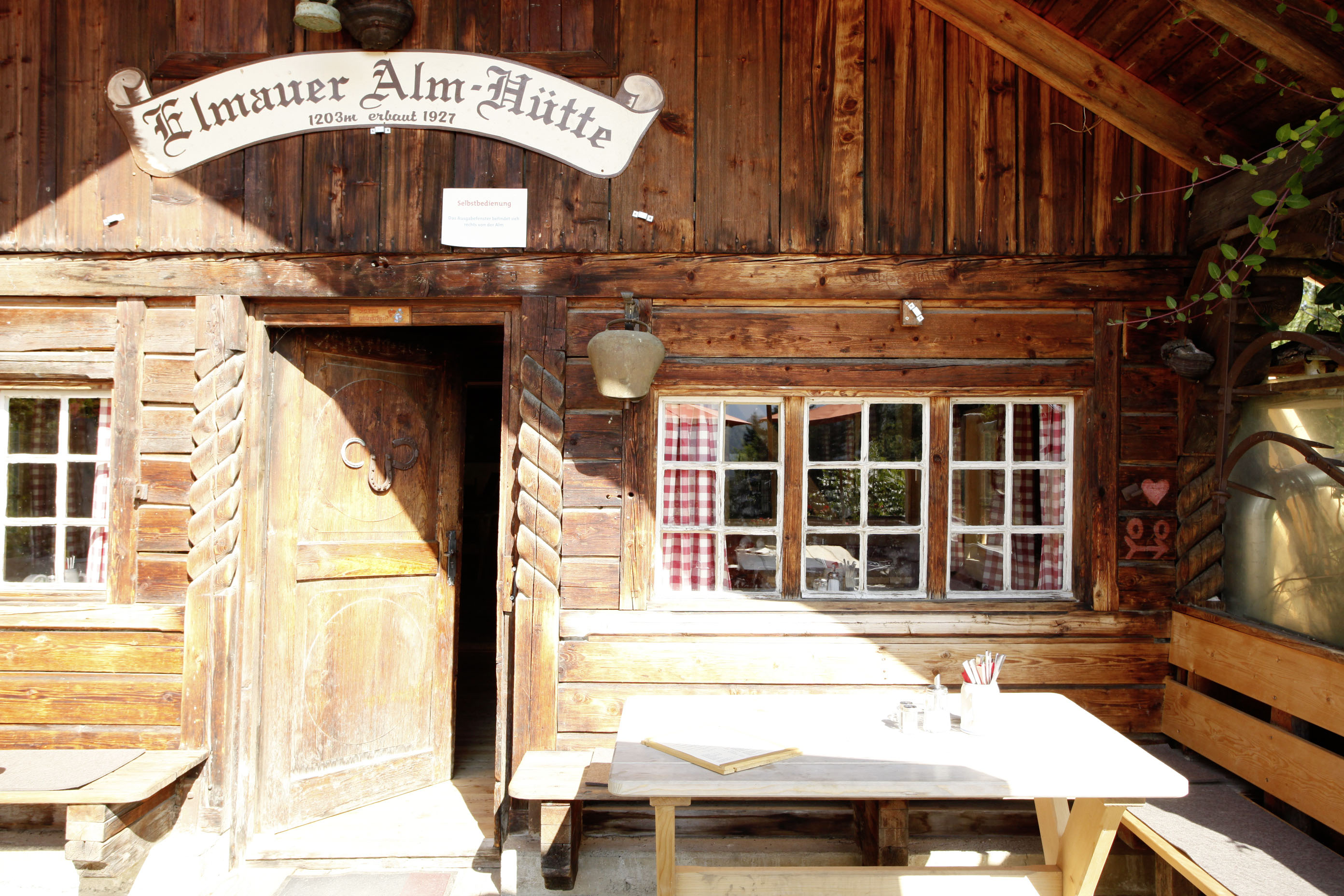
Elmauer Alm, được xây cất vào năm 1927

Elmauer Alm được cất vào năm 1927 như một nhà gỗ chăn nuôi trên núi cao và được mở rộng vào đầu những năm 1950 để phục vụ khách; nó thuộc sở hữu lâu đài Elmau. Nó cách lâu đài 1380 mét đường chim bay về phía bắc, khoảng 30 phút đi bộ nằm trên một sườn núi cao 1203 mét. Đối với người đi bộ, quán này là điểm dừng giải khát giữa Garmisch-Partenkirchen và Mittenwald.

## Nhà nguyện Elmau

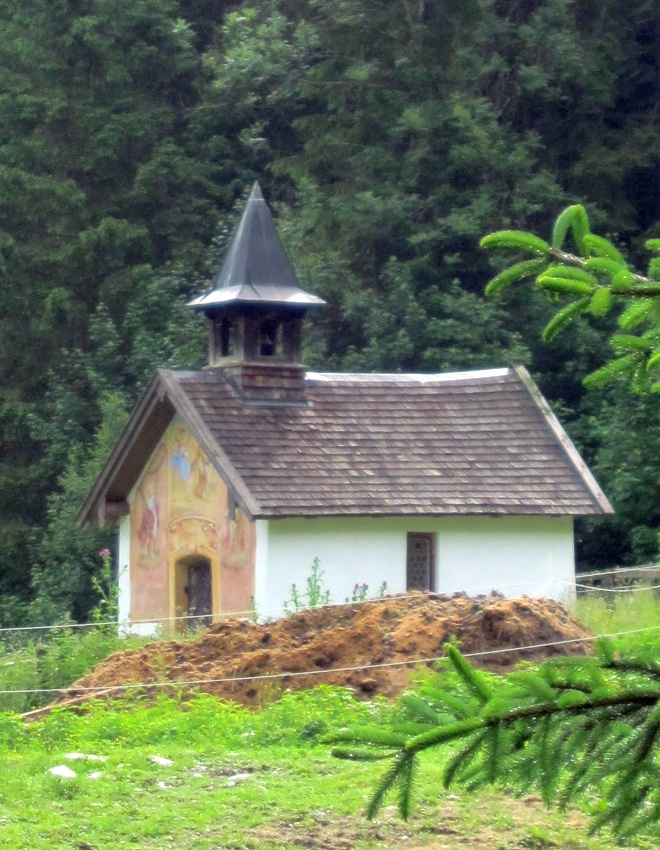
Nhà nguyện Elmau

Nhà nguyện Elmau gần Gut Elmau được xây vào năm 1778 và được trang trí vào năm 1781 bởi Josef Degenhart từ Telfs với các bức bích họa bên ngoài và bên trong. Tòa nhà kiểu baroque với mái nhà được cải tổ hoàn toàn vào năm 1994.

## Hội nghị thượng đỉnh G7 2015
Hội nghị thượng đỉnh G7 2015 diễn ra vào ngày 7/8 Tháng 6 năm 2015 tại Lâu đài Elmau. Công tác chuẩn bị trong khu vực xung quanh khách sạn đã được thực hiện từ năm 2014. Các con đường đã được trải nhựa có mương nước, có một bãi đáp cho trực thăng. Chung quanh địa điểm họp một khu an ninh dài 8 km được thiết lập với sư tham dự khoảng 20.000 cảnh sát. Chi phí của hội nghị thượng đỉnh, ban đầu được ước tính bởi chính phủ Bavaria là 130 triệu euro, lên tới khoảng 200 triệu euro theo dữ liệu nội bộ của Bộ Nội vụ. Hội nghị có sự tham gia của các nhà lãnh đạo Hoa Kỳ, Canada, Nhật Bản, Pháp, Anh, Ý và Đức.